# Mameluki
Mameluki (arabsko مملوك (ednina), مماليك (množina)) je izraz za osvobojene vojne sužnje, ki so si v vojski priborili najvišje položaje.
Mameluško gospostvo je značilno za muslimanske dežele od 13. stoletja dalje. Tam so si sužnji-častniki podvrgli ljudstvo in mu vladali v obliki skupinske posesti. Večina bogastva in zemlje je pripadla Mamelukom, iz svojih vrst pa so nato izvolili vladarja, ki ni bil nujno plemiške krvi. Pri volitvah, ki so bile neredko zrežirane, je tako po navadi zmagal kakšen izmed znanih in sposobnih častnikov. Mameluška oblast sicer ni bila trajna in se ni obdržala dolgo časa, je pa vseeno pustila velik pečat islamski družbi na zatonu srednjega veka.
Ime mameluki je bilo še posebej v navadi za turške najemniške enote v Bagdadu (današnji Irak) in Egiptu. Prvi mameluki so prišli kot sužnji z ozemlja okoli Kavkaza. V vrhnji sloj so se začeli vzpenjati v 12. stoletju, leta 1250 pa so si prvič izborili oblast v Egiptu in Siriji. Iz mameluškega obdobja prihaja tudi turški naziv Sultan, prvi pa si je tak naziv nadel mameluški vladar v Egiptu. Egiptu so mameluki vladali do leta 1517. 
Mameluška oblast se - nekoliko umetno - deli na dve obdobji. V prvem od leta 1250 do leta 1390 so vladali bahritski mameluki, v drugem od leta 1382 do 1517 pa burdžitski mameluki. Prvi so ime prevzeli po svoji osrednji vojašnici Bahr na otoku Roda na Nilu, drugi pa po svojih bivališčih v stolpih (turško burdž) mestnih utrdb v Kairu.